# پرتو اشراق
پرتو اشراق (۱۹ بهمن ۱۳۲۴ در تهران – ۱۵ آذر ۱۳۹۱ در تهران) محقق و مترجم سینما و ادبیات و پژوهشگر موسیقی بود.

## زندگی‌نامه
پرتو اشراق در ۱۹ بهمن ماه ۱۳۲۴ خورشیدی در تهران زاده شد. در سال‌های کودکی و نو جوانی علاقه بسیار زیادی به سینما داشت. به خاطر همین علاقه در کنکور دانشکده دراماتیک شرکت کرد و رتبه اول را کسب نمود. از همان ابتدا شیفته سینمای ایتالیا شد و پایان‌نامه‌اش سینمای فدریکو فلینی بود. پس از پایان تحصیلات در رشته کارگردانی سینما در وزارت فرهنگ و هنر آن زمان در قسمت سمعی و بصری مشغول به کار شد. در همان سال‌ها فعالیت خود را در زمینه ترجمه کتاب شروع کرد.
سینمای کارل تئودور درایر و تئوری فیلم آیزنشتاین را تألیف و ترجمه نمود.
مستندهای بسیاری را طی سفرهای مختلف‌اش به آفریقا و دیگر نقاط جهان و ایران ساخت. پرتو اشراق شیفته ادبیات و موسیقی هم بود. تسلط وی بر موسیقی و علاقه وافرش باعث شد که به سمت ترجمه کتاب‌های مرجعی در مورد موسیقی متمایل شود.
ژرفای افتخار، عصر بیگناهی، بر باد رفته، سرگذشت پیانو، آوانگارد، مجموعه چهار جلدی موسیقی کلاسیک و پاپ، ایهام در طبیعت و هنر، خاطرات الیا کازان و سر گذشت زندان از ترجمه‌های مهم پرتو اشراق است.
پرتو اشراق در کنار عکاسی از طبیعت در دهه پنجاه با مجله سینما همکاری داشت و عمده نوشته‌هایش مقالات تئوریک در سینما بود در سال‌های پس از انقلاب و تا اوایل دهه هشتاد به صورت پراکنده با مطبوعات همکاری داشت، اما طی دو دهه اخیر تمام نیرو و توان خود صرف ترجمه کتاب نمود.
اما عاقبت در صبح روز چهارشنبه ۱۵ آذر ۱۳۹۱ بر اثر ایست قلبی در بیمارستان مهر درگذشت.

## مجموعه آثار
| نام                                                    |                                    |                                                    | سال        |
| ------------------------------------------------------ | ---------------------------------- | -------------------------------------------------- | ---------- |
| معجزه (نمایشنامه)                                      |                                    | انتشارات بابک                                      | ۱۳۴۷       |
| سپر رنگین (نمایشنامه)                                  |                                    | انتشارات بابک                                      | ۱۳۴۷       |
| سینمای اروپای شرقی                                     |                                    | انتشارات بابک                                      | ۱۳۴۸       |
| سینمای کارل درایر                                      |                                    | خانه کتاب                                          | ۱۳۴۹       |
| سینمای لیندسی اندرسن                                   |                                    | ماهنامه سینمایی فرهنگ و هنر                        | ۱۳۵۱       |
| پشت دوربین                                             |                                    | ماهنامه سینمایی فرهنگ و هنر                        | ۱۳۵۳       |
| سینما چیست                                             |                                    | اداره کل تحقیقات و روابط سینمایی وزارت فرهنگ و هنر | ۱۳۵۴       |
| شکل فیلم                                               | سرگئی آیزنشتاین                    | انتشارات نیلوفر                                    | ۱۳۶۹       |
| ژرفای افتخار                                           | ایروینگ استون                      | انتشارات نیلوفر                                    | ۱۳۷۲       |
| عصر بی‌گناهی                                            | ادیت وارتون                        | انتشارات جار                                       | ۱۳۷۲       |
| اسکارلت                                                | الکساندارا ریپلی                   | انتشارات جار                                       | ۱۳۷۵       |
| رنج روح                                                | ایروینک استون                      | انتشارات جار                                       | ۱۳۷۸       |
| برادران                                                | جان گریشام                         | انتشارات جار                                       | ۱۳۷۹       |
| هری پاتر و سنگ جادو                                    | جی کی رولینگ                       | انتشارات ناهید                                     | ۱۳۸۰       |
| هری پاتر تالار اسرار                                   | جی کی رولینگ                       | انتشارات ناهید                                     | ۱۳۸۰       |
| هری پاتر زندانی آزکابان                                | جی کی رولینگ                       | انتشارات ناهید                                     | ۱۳۸۰       |
| هری پاتر جام آتش (دو جلد)                              | جی کی رولینگ                       | انتشارات ناهید                                     | ۱۳۸۰       |
| مرگ ویشنو                                              | مانیل سوری                         | انتشارات نیلوفر-ناهید                              | ۱۳۸۰       |
| داستان زندگی خالق شاهزاده کوچولو آنتوان دو سنت اگزوپری | استیسی شیف                         | انتشارات ناهید - جار                               | ۱۳۸۰       |
| بر باد رفته (دو جلد)                                   | مارگارت میچل                       | انتشارات ناهید - جار                               | ۱۳۸۱       |
| هری پاتر سازمان ققنوس: (دو جلد)                        | جی کی رولینگ                       | انتشارات ناهید                                     | ۱۳۸۲       |
| جان کلام                                               | گراهام گرین                        | نیلوفر                                             | ۱۳۸۳       |
| هری پاتر و شاهزاده دو رگه (دو جلد)                     | جی کی رولینگ                       | انتشارات ناهید                                     | ۱۳۸۴       |
| خاطرات الیا کازان                                      |                                    | انتشارات الست فردا                                 | ۱۳۸۴       |
| زنگ                                                    | آیریس مرداک                        | انتشارات الست فردا                                 | ۱۳۸۳       |
| سرگذشت آهنگسازان بزرگ                                  | هرولد شونبرگ                       | ناهید                                              | ۱۳۸۵       |
| سرگذشت پیانو                                           | هرولد شونبرگ                       | ناهید                                              | ۱۳۸۶       |
| سرگذشت موسیقی جاز                                      | یوآخیم برنت                        | انتشارات ناهید                                     | ۱۳۸۷       |
| سپتیموس هیپ کتاب اول جادو                              | آنجی سیج                           |                                                    | ۱۳۸۷       |
| سپتیموس هیپ کتاب دوم پرواز                             | آنجی سیج                           | ناهید                                              | ۱۳۸۷       |
| سپتیموس هیپ کتاب سوم فیزیک                             | آنجی سیج                           | ناهید                                              | ۱۳۸۷       |
| سپتیموس هیپ کتاب چهارم                                 | آنجی سیج                           | ناهید                                              | ۱۳۸۷       |
| ریشه‌های موسیقی                                         | نیلز والین بیورن مرکر استیون براون | ناهید                                              | ۱۳۸۸       |
| ایهام در طبیعت و هنر                                   | ر. ل گریگوری ا.ه. گومبریج          | ناهید                                              | ۱۳۸۹       |
| سرگذشت موسیقی راک                                      | پیتر ویک                           | ناهید                                              | ۱۳۸۹       |
| سرگذشت موسیقی پاپ                                      | دنیس استسونس                       | ناهید                                              | ۱۳۸۹       |
| عصر آوانگارد                                           | هیلتون کرامر                       | ناهید                                              | ۱۳۸۹       |
| سرگذشت زندان روش مجازات در جامعه غرب                   | نوروال موریس دیوید. ج روتمن        | ناهید                                              | ۱۳۹۰       |
| تألیف مطالب در مطبوعات، مجله شکار طبیعت، فرهنگ سینما   |                                    |                                                    |            |
| تألیف زندگی نیما یوشیج                                 |                                    |                                                    | در دست چاپ |
| آیینه شکسته                                            | کرک داگلاس                         |                                                    | در دست چاپ |
| دان ادین                                               | شینا مک کی                         |                                                    | در دست چاپ |
| مرگ آرتور                                              | سر توماس مالری                     |                                                    | در دست چاپ |
| راه آخرت                                               | ساموئل باتلر                       |                                                    | در دست چاپ |
| حس فیلم                                                | سرگئی آیزنشتاین                    |                                                    | در دست چاپ |
| محاکمه سناریو برای فیلم                                | اورسن ولز                          |                                                    | در دست چاپ |